# Jambangan (Geyer)
Jambangan is een bestuurslaag in het regentschap Grobogan van de provincie Midden-Java, Indonesië. Jambangan telt 6654 inwoners (volkstelling 2010).